# Friedrich Schneider (Komponist)

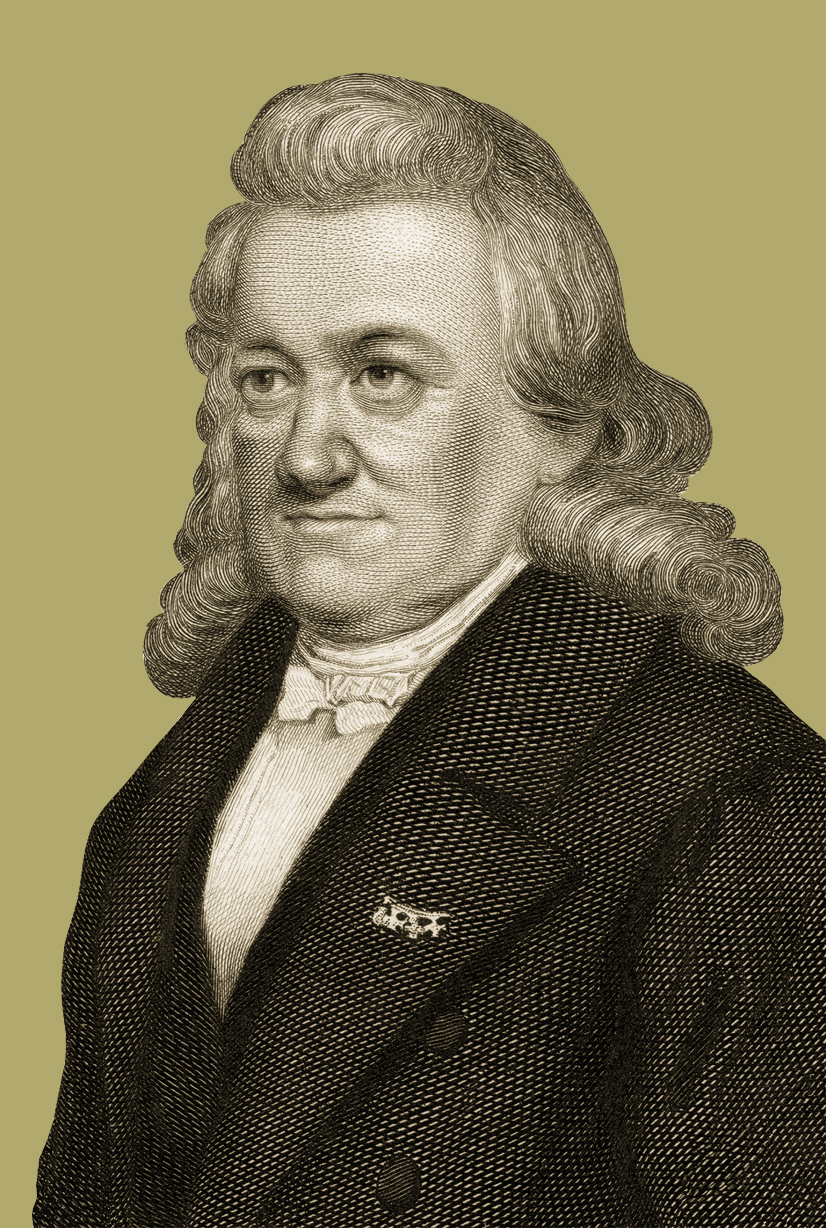
Friedrich Schneider, Stahlstich um 1855 von L. Sichling nach einem Porträt von G. Völkerling (1852)

Friedrich Schneider, mit vollem Namen Johann Christian Friedrich Schneider (* 3. Januar 1786 in Altwaltersdorf; † 23. November 1853 in Dessau) war ein deutscher Komponist, Organist und Herzoglich-Anhalt-Dessauischer Hofkapellmeister.

## Leben

### Frühe Jahre: 1786–1804

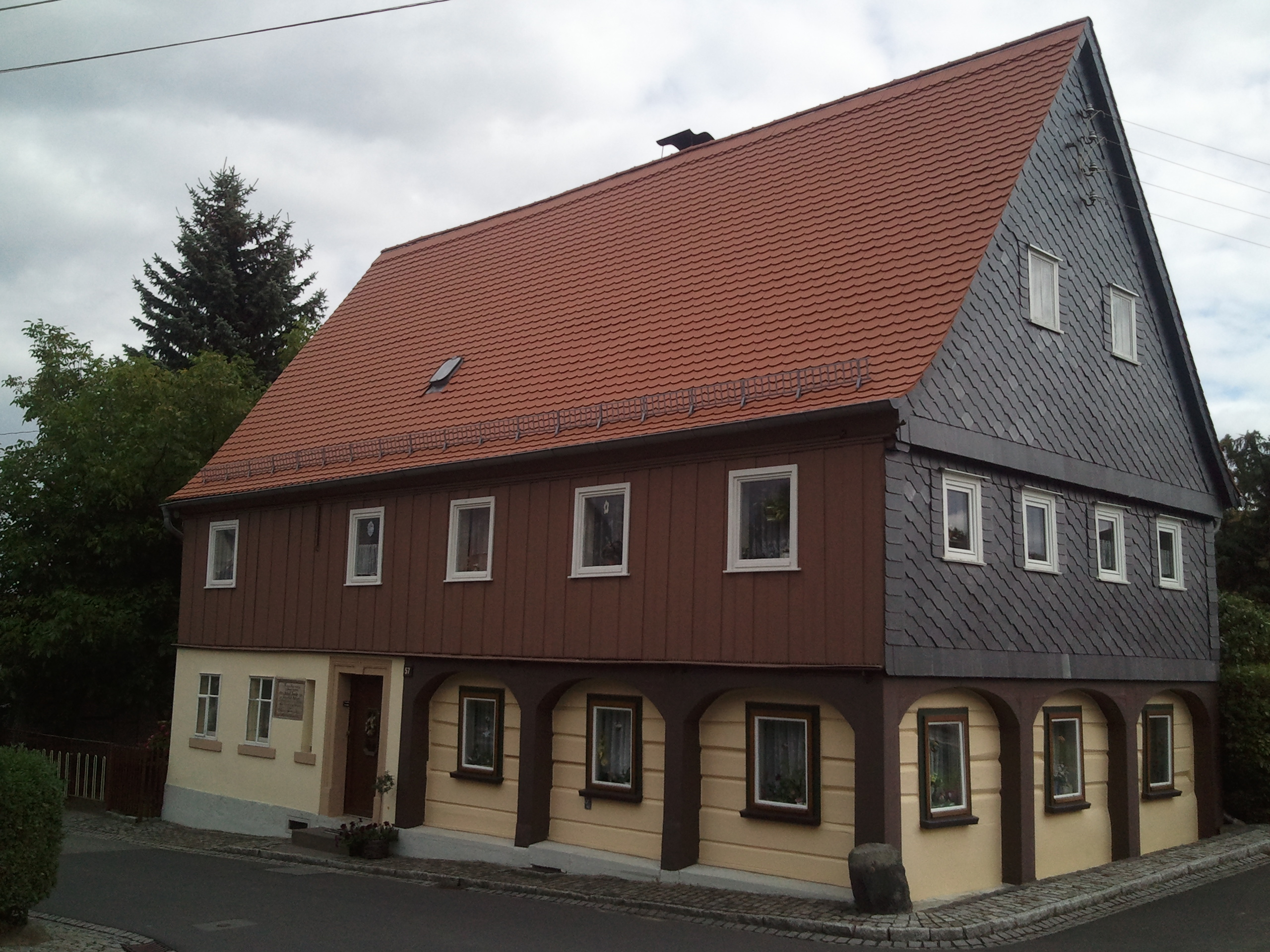
Geburtshaus Friedrich Schneiders in Waltersdorf (Großschönau)

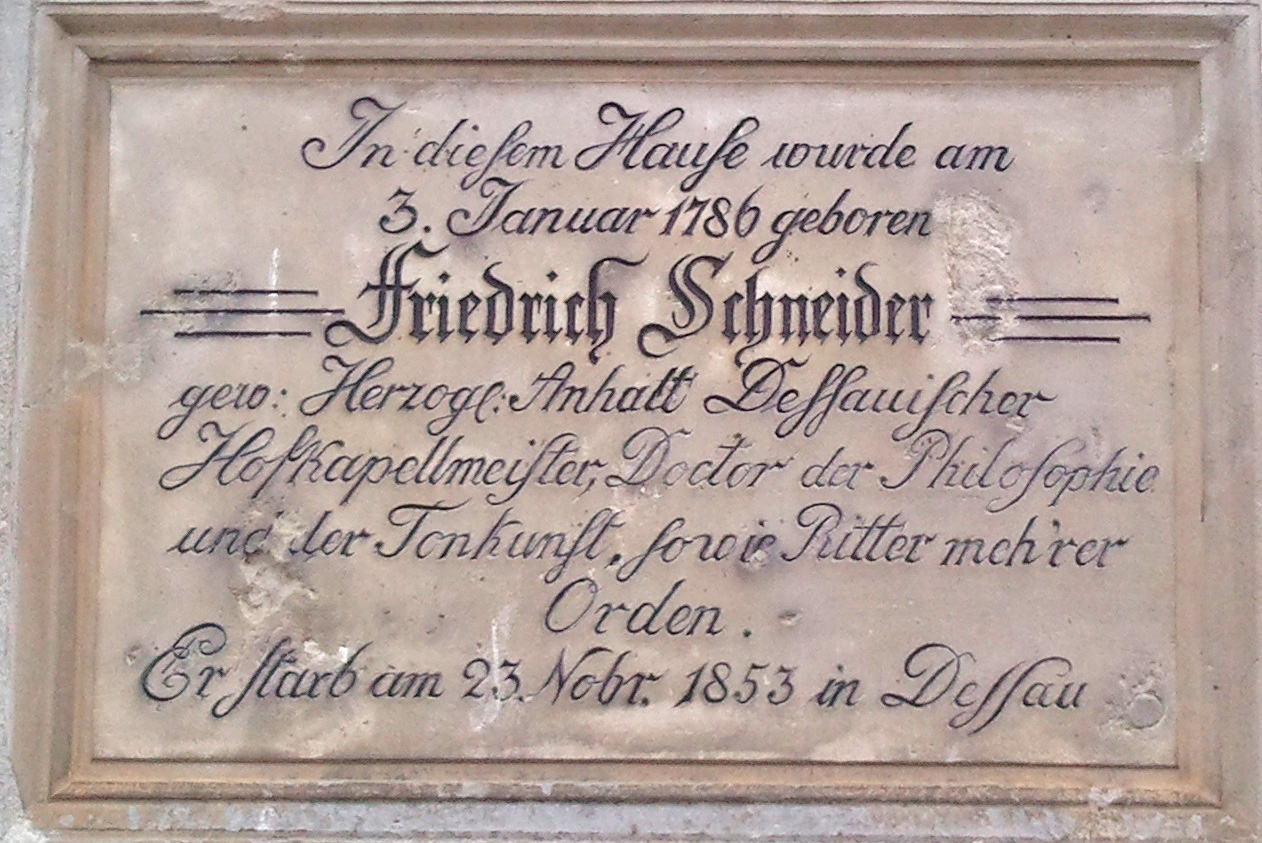
Gedenktafel am Geburtshaus Friedrich Schneiders in Waltersdorf (Großschönau)'

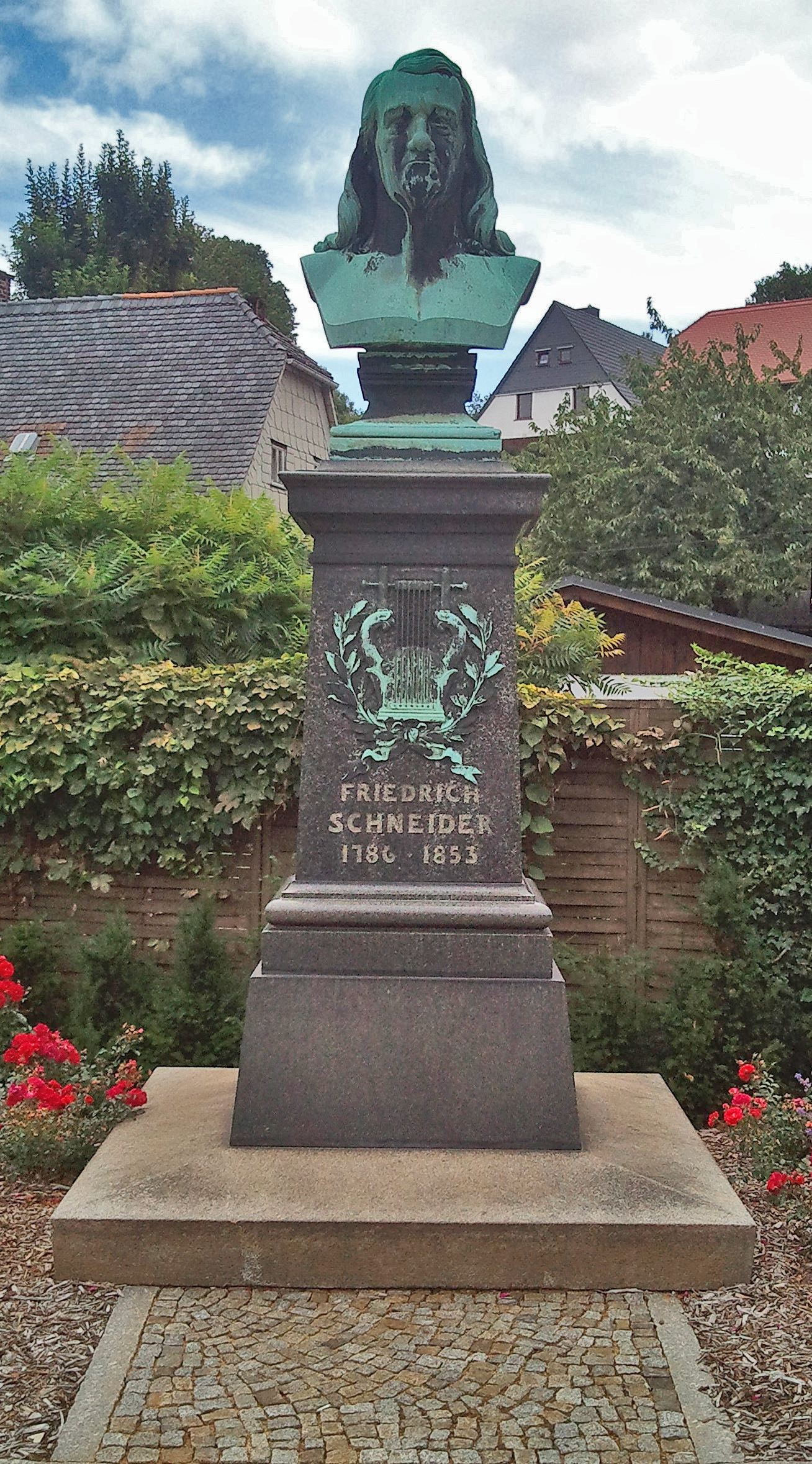
Denkmal in Waltersdorf von Hermann Schubert (1888)

Schneider wurde als erster von drei Söhnen des Schullehrers und Organisten Johann Gottlob Schneider senior (1753–1840) geboren, bei dem er auch ersten allgemeinbildenden Unterricht und Unterweisung im Instrumentalspiel (u. a. Klavier, Orgel, Violine, Violoncello und diverser Blasinstrumente) erhielt. Bereits während seiner Zeit am Zittauer Gymnasium, das er seit 1798 besuchte, entfaltete er bemerkenswerte kompositorische Begabung. Schnell stieg er als Mitglied des dortigen Schulchores zum Tenorsolisten auf und hatte zwischen April 1804 und Juli 1805 die Position des Präfekten inne.

### Leipziger Jahre: 1805–1821
1805 nahm er in Leipzig das Studium der „Humaniora“ auf und vertiefte seine musikalischen Kenntnisse bei August Eberhard Müller und Johann Gottfried Schicht; auch Johann Friedrich Rochlitz, der Begründer der Leipziger Allgemeinen Musikalischen Zeitung, förderte ihn. Binnen kurzer Zeit bekleidete er eine Vielzahl musikalischer Ämter und Funktionen – u. a. war er ab 1810 Musikdirektor der Seconda’schen Operngesellschaft, wurde 1813 Organist an der Thomaskirche, übernahm 1816 die Leitung der Singakademie und war seit 1817 als Musikdirektor des Stadttheaters tätig – wodurch er nach und nach zu einer der einflussreichsten Persönlichkeiten des Leipziger Musiklebens wurde.
Als Solist der ersten glanzvollen Aufführung von Beethovens 5. Klavierkonzert im Leipziger Gewandhaus 1811 bewies er seine Fähigkeiten als hervorragender Konzertpianist. 1812 heiratete er die Sängerin Elisa Geibel, die im darauffolgenden Jahr bei einer Totgeburt starb. Am 3. Januar 1815 vermählte er sich mit deren Schwester Katharina Maria. Aus dieser Ehe gingen vier Jungen und vier Mädchen hervor.
Obwohl er sich während seiner Leipziger Jahre unterschiedlichsten musikalischen Gattungen widmete, war er als Komponist vor 1820 noch wenig bekannt. Erst der unerwartete Erfolg seines zweiten Oratoriums Das Weltgericht, das am 6. März 1820 im Leipziger Gewandhaus uraufgeführt wurde, brachte den Durchbruch. Der Siegeszug des Werkes setzte sich in einer Vielzahl von weiteren Aufführungen fort und brachte Schneider überregionale Bekanntheit und nachhaltige Anerkennung ein. Er begründete damit seinen Ruf als Komponist, Hofkapellmeister, Dirigent, Pianist, Organist, Pädagoge und Organisator zahlreicher Musikfestspiele.

### Hofkapellmeister zu Anhalt-Dessau: 1822–1853

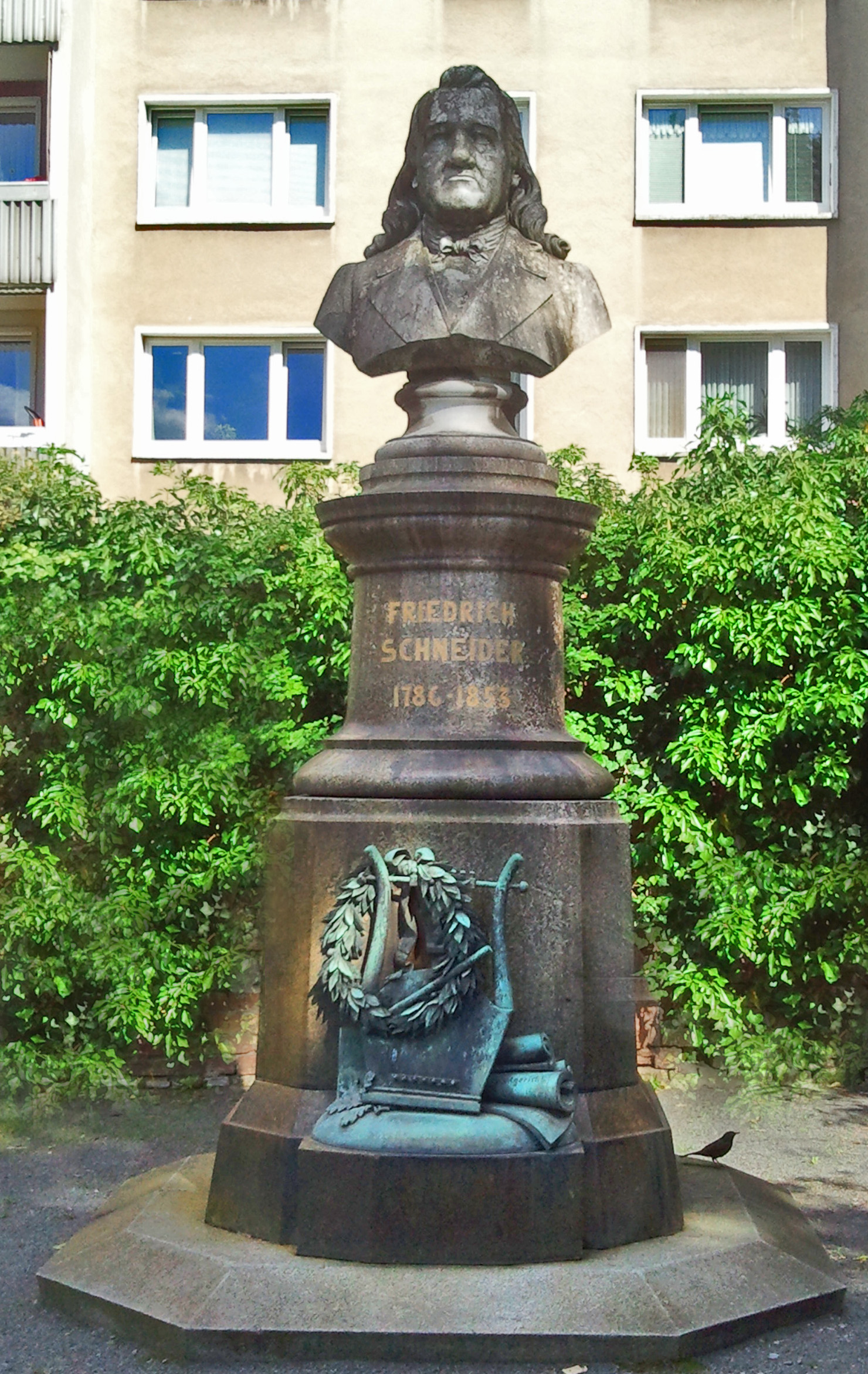
Denkmal im Stadtpark Dessau von Hermann Schubert (1893)

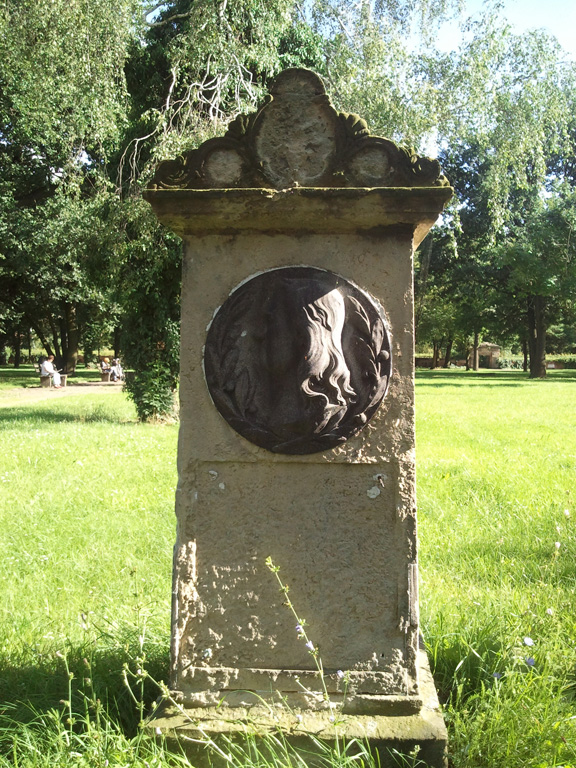
Grabmal Friedrich Schneiders auf dem historischen Friedhof in Dessau. 2017 wurde das Medaillon mit dem Bildnis des Komponisten durch Unbekannte gestohlen und ist seither verschollen.

Im darauffolgenden Jahr trat er die Nachfolge des 1820 verstorbenen Leopold Carl Reinicke als Herzoglich-Anhalt-Dessauischer Hofkapellmeister an und führte das Dessauer Musikleben zu neuer Blüte. Unmittelbar nach Dienstantritt reorganisierte er die Hofkapelle und hatte schon nach kurzer Zeit ein leistungsfähiges, weithin anerkanntes Orchester formiert. Bereits ab 1822 veranstaltete er nach dem Leipziger Vorbild regelmäßige Abonnementkonzerte, gründete eine Singakademie und rief zusammen mit dem Dichter Wilhelm Müller die „Dessauer Liedertafel“ ins Leben. Mit dem eigens organisierten Gymnasialchor und dem Männerchor des Lehrerseminars führte Schneider regelmäßige Kirchenmusiken in den drei Kirchen der Stadt ein. Im Zuge der deutschen Konservatoriumsgründungen eröffnete er 1829 eine Musikschule, aus der bis zu ihrer Schließung im Jahre 1844 mehr als 120 Absolventen hervorgingen.
Sein überregionales Ansehen wurde auch dadurch gefestigt, dass Schneider neben seiner Kapellmeistertätigkeit bei zahlreichen Musikfesten regelmäßig als Dirigent in Erscheinung trat. Engagements dieser Art übte er noch bis ins hohe Alter aus. Während seiner Dessauer Zeit entstanden vor allem Oratorien und andere geistliche Werke sowie Kompositionen für Männerchor. Ab etwa 1830 komponierte er zunehmend weniger und zog sich immer häufiger nach Zerbst zurück, um sich seiner Vorliebe für Gartenliteratur und Astronomie zu widmen. Zu dieser Zeit gehörte Schneider mehr als 25 musikalischen Vereinigungen an.
Unter den zahlreichen Ehrungen, die ihm zeitlebens zuteilwurden, ragen besonders die beiden im Jahre 1830 verliehenen Ehrendoktorwürden der Universitäten Halle und Leipzig heraus sowie die Ehrenmitgliedschaften in der New York Philharmonic Society (1853), der Wiener Gesellschaft der Musikfreunde und der Königlichen Musikakademie zu Stockholm.
Seine Bedeutung und Anerkennung als Komponist hat Schneider im Wesentlichen dem Erfolg seines Weltgerichts zu verdanken. Begünstigt wurde Schneiders Erfolg auch dadurch, dass er die Anliegen der überall aufkommenden Musikfeste (etwa nach Kompositionen mit einer großen Anzahl von leicht zu singenden Chören) und des aufblühenden Chorgesangwesens zu bedienen verstand. In der zeitgenössischen Presse wurde er sogar als „Händel unserer Zeit“ tituliert. Überdies wurden auch seine übrigen Oratorien und Werke anderer Gattungen von Publikum und Kritikern geschätzt und gewürdigt. Durch sein Engagement als Dirigent, Organisator und Komponist übte er maßgeblichen Einfluss auf die Musikfestentwicklung aus. So waren bereits die seit 1826 stattfindenden „Elbmusikfeste“ untrennbar mit seinem Namen verbunden. Große Wertschätzung erwarb er sich unter Zeitgenossen auch als Chor- und Orchestererzieher sowie als Förderer des Männerchorwesens. Neben seinen Messen und Opern stießen namentlich auch Schneiders Lieder und Chöre bei Rezipienten auf wohlwollende Resonanz. Er galt als äußerst kreativer Komponist. 1807 wurde er in die Leipziger Freimaurerloge Balduin zur Linde aufgenommen.
Am 22. Oktober 1845 fand in Berlin eine Feier zu Schneiders 25-jährigem Jubiläum "seines Bekanntwerdens und seiner Einbürgerung in Berlin statt", wo sein Werk Das Weltgericht mit einem rund 500 Personen starken Chor und fast 3000 Zuschauern aufgeführt wurde. Im Lauf des Fests erhielt er von König Friedrich Wilhelm IV., der zu diesem Anlass persönlich aus Potsdam angereist war, den Roten Adlerorden dritter Klasse für seine Leistungen verliehen.

## Kompositionen
Sein musikalisches Œuvre setzt sich aus 16 Oratorien, darunter Die Totenfeier (UA: 1821, Berlin), Die Sündfluth (1824, Köln), Das verlorene Paradies (1825, Magdeburg) und Christus der Meister (1828, Nürnberg) sowie weiteren geistlichen Vokalkompositionen, aber auch sechs Opern und einer ganzen Reihe von Instrumentalmusikwerken zusammen. Darunter befinden sich 23 handschriftlich überlieferte Sinfonien, etwa 20 Ouvertüren, zwei Klavierkonzerte und eine große Anzahl von Kammermusikkompositionen. Er schrieb u. a. zehn Streichquartette, eine Anzahl von zwei- und vierhändigen Klaviersonaten, Tänzen und Variationen sowie zahlreiche Klavierauszüge und sonstige Arrangements von Opern und Instrumentalwerken von Beethoven, Cherubini, Mozart, Spontini u. a. sowie Lieder und etwa 400 Chorwerke.
Als sein berühmtestes Werk gilt das Oratorium Das Weltgericht in 3 Teilen für Soli, Chor und Orchester (1821). Der Leipziger Pfefferkorn Musikverlag legte erstmals eine quellenkritische Urtextausgabe vor. Der Nachlass Schneiders wird in der Anhaltischen Landesbücherei Dessau verwahrt.

## Werke (Auswahl)

### Oratorien
- Die Höllenfahrt des Messias, 1810 Leipzig
- Das Weltgericht op. 46, 1819 Leipzig – Kritische Urtextausgabe 2011, Pfefferkorn Musikverlag Leipzig
- Die Totenfeier, 1821 Leipzig
- Die Sündflut, 1823 Dessau
- Das verlorene Paradies, 1824 Dessau
- Jesus Geburt, 1825 Dessau
- Christus, der Meister, 1827 Dessau
- Pharao, 1828 Dessau
- Christus, das Kind, 1829 Dessau
- Gideon, 1829 Dessau
- Absalon, 1830 Dessau
- Das befreite Jerusalem, 1835 Dessau
- Salomonis’ Tempelbau, 1836 Dessau (unvollendet)
- Bonifacius, 1837 Dessau (unvollendet)
- Gethsemane und Golgatha op. 96, 1838 Dessau (Kritische Urtextausgabe 2012, Pfefferkorn Musikverlag Leipzig)
- Christus, der Erlöser, 1838 Dessau

### Messen, Te Deum
- 1. Messe (C-Dur) für 4 Singstimmen und Orchester, 1803
- 2. Messe (D-Dur) für 4 Singstimmen und Orchester, 1803
- 3. Messe (Es-Dur) für 4 Singstimmen und Orchester, 1804
- 4. Messe (C-Dur) für 4 Singstimmen und Orchester, 1805
- 5. Messe (Es-Dur) für 4 Singstimmen und Orchester, 1807
- 6. Messe für 3 Singstimmen und Klavier (Orgel), 1810
- 7. Messe (F-Dur) op. 39 für Soli, Chor und Orchester, 1815
- 8. Messe (a-Moll) Doppelchörig a cappella, 1815 (Erstdruck der Urtextausgabe, 2014 Pfefferkorn Musikverlag, Leipzig)
- 9. Messe (G-Dur) für Soli, Chor und Orchester, 1816
- 10. Messe (Es-Dur) Doppelchörig a cappella, 1817
- 11. Messe fünfstimmig a cappella, 1817
- 12. Messe (C-Dur) op. 55 für Soli, Chor und Orchester, 1819
- 13. Messe (F-Dur) für Soli, Chor und Orchester, 1826
- 14. Messe „Orgelmesse“, 1832
- Gloria (D-Dur) für 4 Männerstimmen, 1825
- Te Deum für die Universität Leipzig, 1830

### Kantaten, Hymnen, Psalmen
- 1. Kantate „Heilig, heilig!“, 1800
- 2. Kantate „Wie der Wind bläset“, 1800
- 3. Kantate „Der Tod“, 1801
- 4. Kantate „Groß sind die Werke des Herrn“, 1801
- 5. Kantate „Jedes Werk zeigt deine Größe“, 1801
- 6. Kantate „Heilig“, 1802
- 7. Kantate, 1810
- 8. Kantate „Abschiedskantate“, 1811
- 9. Kantate Arie mit Chor, 1817
- 10. Kantate, 1808
- 11. Kantate zur Kirchenweihe in Gersdorf, 1810
- 12. Kantate „Ariadnes Apotheose“, 1810
- 13. Kantate „Trauungskantate“, 1811
- 14. Kantate „Hochzeitskantate“, 1817
- 15. Kantate „Osterkantate“ nach Worten der heiligen Schrift, 1817
- 16. Kantate zur Einweihung der Georgenkirche in Dessau, 1821
- 17. Kantate „Pfingstkantate“, 1822
- 18. Kantate „Weihnachtskantate“, 1823
- 19. Kantate „Osterkantate“. 1824
- 20. Kantate zur Orgelweihe in der Schlosskirche Dessau, 1824
- 21. Kantate zum Buß- und Bettag, 1824
- 22. Kantate „Karfreitagskantate“, 1826
- 23. Kantate zum Kirchgang der Herzogin [von Anhalt-Dessau], 1831
- 24. Kantate „Die Seefahrt“, 1836
- 25. Kantate zur Einweihung der Johanniskirche in Zittau, 1836

- 1. Hymnus „Das große Halleluja“, 1804
- 2. Hymnus für 3 Chöre, 1804
- 3. Hymnus „Die Gottheit“, 1808
- 4. Hymnus für Männerstimmen a cappella, 1834
- 5. Hymnus für Männerstimmen a cappella, 1848

- Psalm (o. Nummer) für Männerstimmen a cappella, 1835
- Der 130. Psalm, 1810
- Der 146. Psalm, 1821
- Der 24. Psalm (Jehovas ist die Erd und ihre Fülle), 1822
- Der 29. Psalm, 1823
- Der 21. Psalm für 3 Männerstimmen und Blasinstrumente, 1843
- Der 67. Psalm für 2 Männerchöre a cappella, 1843
- Psalm „Vater unser“ für 8 Männerstimmen a cappella, 1845
- Der 4. Psalm, 1848
- Der 5. Psalm, 1848
- Der 123. Psalm, 1848
- Der 121. Psalm, 1851

### Motetten, Chorlieder und religiöse Gesänge
- 1. Motette „Christ ist erstanden“, 1803
- 2. Motette „Der Herr ist Gott“, 1804
- 3. Motette „Milder Regen“, 1804
- 4. Motette „Gott, unser Vater“, 1804
- 5. Motette, 1804
- 6. Motette mit Bläserbegleitung, 1805
- 7. Motette „Dem hohen, guten Vater“, 1807
- 8. Motette „Zur Vermählung der Frl. Schicht“, 1813
- 26 Chorarien, 1804
- Ave Maria (Es-Dur), 1817
- Ave Maria (D-Dur), 1818
- 6 religiöse Gesänge für 4 Stimmen (1. Heft 1820, 2. Heft 1821, 3. Heft 1825)
- Salve regina für Männerstimmen a cappella, 1825

### Sinfonien
- 1. Sinfonie (D-Dur), 1798
- 2. Sinfonie (D-Dur), 1800
- 3. Sinfonie (B-Dur), 1802
- 4. Sinfonie (d-Moll), 1802
- 5. Sinfonie (C-Dur), 1803
- 6. Sinfonie (D-Dur), 1805
- 7. Sinfonie (Es-Dur), 1806
- 8. Sinfonie (C-Dur), 1807
- 9. Sinfonie (d-Moll), 1807
- 10. Sinfonie (Es-Dur), 1807
- 11. Sinfonie (B-Dur), 1808
- 12. Sinfonie (c-Moll), 1809
- 13. Sinfonie (G-Dur), 1810
- 14. Sinfonie (Es-Dur), 1810
- 15. Sinfonie (D-Dur), 1816
- 16. Sinfonie (A-Dur), 1818 (Erstdruck der Urtextausgabe 2017, Breitkopf & Härtel, Wiesbaden)
- 17. Sinfonie (c-Moll), 1822 (Erstdruck der Urtextausgabe 2012, Pfefferkorn Musikverlag Leipzig)
- 18. Sinfonie (F-Dur), 1825
- 19. Sinfonie (e-Moll), 1831
- 20. Sinfonie (B-Dur), 1832
- 21. Sinfonie (h-Moll), 1834
- 22. Sinfonie (f-Moll), 1847
- 23. Sinfonie (G-Dur), 1847

### Opern
- Der Wahrsager (2 Akte), 1805
- Claudine von Villabella (3 Akte), 1805
- Andromeda (3 Akte), 1807
- Alvins Entzauberung (3 Akte), 1808
- Der Zettelträger (1 Akt), 1809
- Der Scherenschleifer (1 Akt), 1811
- Schwanhilde (3 Akten; Nur 1. und 2. Akt vollendet), 1827

### Ouvertüren
- 1. Ouvertüre C-Dur, 1804
- 2. Ouvertüre d-Moll, 1804
- 3. Ouvertüre, 1805
- 4. Ouvertüre „Tragische“ c-Moll op. 45. 1805
- 5. Ouvertüre, 1805
- 6. Ouvertüre op. 11, 1806
- 7. Ouvertüre „Die Braut von Messina“ op. 42, 1817
- 8. Ouvertüre „Polnische“, 1818
- 9. Ouvertüre „God save the King“ op. 43,
- 10. Ouvertüre, 1820
- 11. Ouvertüre, 1820
- 12. Ouvertüre „Dessauer Marsch“ op. 50, 1822
- 13. Ouvertüre „Jagd-Ouvertüre Nr. 1“ op. 66, 1826
- 14. Ouvertüre „Jagd-Ouvertüre Nr. 2“ op. 67, 1826
- 15. Ouvertüre „Akademische“ op. 84, 1829
- 16. Ouvertüre „Festouvertüre“, 1848

dazu 6 Ouvertüren zu seinen Opern

### Klavierwerke (mit und ohne Begleitung)
- 60 Klaviersonaten *)
- 7 Klavierkonzerte
- 3 Klavierquartette
- mehrere Klaviertrios
- 12 Rondos
- Schneider selbst bezeichnete auch Werke, die heute als Sonate für Soloinstrument und Klavier bekannt sind (z. B. die Sonaten für Flöte und Klavier, Sonate für Violoncello und Klavier etc.) als Klaviersonaten

### Sonstiges, Gelegenheitswerke, Skizzen u.a.
- mehrere Konzerte für Soloinstrumente und Orchester (Violine, Klarinette, Fagott)
- Variationen und Tänze (u. a.) für Klarinette, Fagott, Horn und Klavier
- 10 Streichquartette (davon 2 gedruckt)
- etwa 400 Lieder für Männerstimmen
- etwa 200 Lieder für Singstimme und Klavier
- etliche Tänze aller Art für Klavier oder Orchester

## Diskografie
- Christus, das Kind, Kantorei Barmen-Gemarke, Sinfonieorchester Wuppertal, Alexander Lüken (Leitung), Ars Produktion 2023.
- Christus, der Meister, Kantorei Barmen-Gemarke, Sinfonieorchester Wuppertal, Alexander Lüken (Leitung), Ars Produktion 2024.
- das Klassiklabel GENUIN veröffentlichte 2016 in Zusammenarbeit mit dem MDR das Klaviertrio Es-Dur op. 38 mit dem TrioSono[4]

## Schüler
Das eigenhändige Verzeichnis Schneiders umfasst 125 Schüler. Unter ihnen befanden sich (das Jahr bezeichnet den Beginn der Studien):
- 1. Ferdinand Baake aus Halberstadt (1821)
- 2. Lindner aus Dessau (1821)
- 3. Pflaume aus Aschersleben (1822)
- 4. Eduard Thiele aus Dessau (1827)
- 5. Gustav Flügel aus Nienburg a. d. S. (1827)
- 6. Victor Klauß aus Bernburg (1827)
- 7. August Gathy aus Lüttich (1828)
- 8. Georg Dietrich Otten aus Hamburg (1828)
- 9. August Seelmann aus Dessau (1828)
- 10. Kahle aus Mansfeld (1829)
- 11. Julius Ruprecht aus Egeln (1829)
- 12. Fritsch aus Eisleben (1829)
- 13. Maizier aus Burg (1829)
- 14. Krüger aus Dessau (1829)
- 15. Fuchs aus Raguhn (1829)
- 16. Appel aus Dessau (1829)
- 17. Drechsler aus Camenz (1829)
- 18. Kolbe aus Gröbzig (1829)
- 19. Freudenthal aus Breslau (1830)
- 20. Reupsch aus Bernburg (1830)
- 21. Ruprecht Johannes Julius Dürner [sic!] aus Ansbach (1830)
- 26. Volkmann aus Dessau (1831)
- 34. Wilhelm Stade aus Halle (1833)
- 41. Louis Kufferath aus Mühlheim (1833)
- 45. Friedrich Wilhelm Markul [sic!] aus Elbing
- 56. Derkum  aus Cöln (1834)
- 58. B. Schneider (Sohn von Fr. Schn.) (1835)
- 59. Robert Franz aus Halle (1835)
- 60. David Hermann Engel aus Neuruppin (1835)
- 69. Gustav Rebling aus Barby (1836)
- 74. H. Schneider (Sohn von Fr. Schn.) (1837)
- 78. Theodor Uhlig aus Wurzen (1837)
- 80. Otto (?) Richter aus Dessau (1838)
- 86. Schneider aus Hirschberg (Neffe von Fr. Schn.) (1839)
- 94. Friedrich Lux aus Ruhla (1839)
- 98. Eduard Bernsdorf aus Dessau (1840)
- 99. Louis Beate aus Bernburg (1840)
- 101. Wilhelm Rust aus Dessau (1840)
- 111. Julius Tausch aus Dessau (1842)
- 118 Th. Schneider (Sohn von Fr. Schn.) (1843)
- 125. Richard Faltin aus Danzig (1851)

Bei Schneider nicht verzeichnete Schüler:
- August Ferdinand Anacker (1813)
- C.F. Becker (vor 1820)
- Schnuse aus Brandenburg (1829)
- Theodor Kirchner (ca. 1835)
- Theodor Elze (* 1830) (ca. 1846)